# Opera Tower
De Opera Tower, vroeger bekend als Miramar Centre - Phase II, is een wolkenkrabber in Miami, Verenigde Staten. De bouw van de woontoren, die staat aan 1750 North Bayshore Drive, begon in 2005 en werd in 2007 voltooid.

## Ontwerp
De Opera Tower, ontworpen door The Corradino Group Architects, is 165,5 meter hoog en telt 56 verdiepingen. Het heeft een totale oppervlakte van 53.797 vierkante meter en bevat naast 667 parkeerplaatsen ook 635 appartementen.
Het gebouw telt zes liften voor de bewoners en één goederenlift. Daarnaast bevat de Opera Tower een zakencentrum, een zwembad, een fitnessschool en een recreatiedek met uitzicht op Biscayne Bay.